# Споднє Єзерсько
Споднє Єзерсько (словен. Spodnje Jezersko) — поселення в общині Єзерсько, Горенський регіон, Словенія. Висота над рівнем моря: 715,2 м.